# Vương Tường (Tam Quốc)

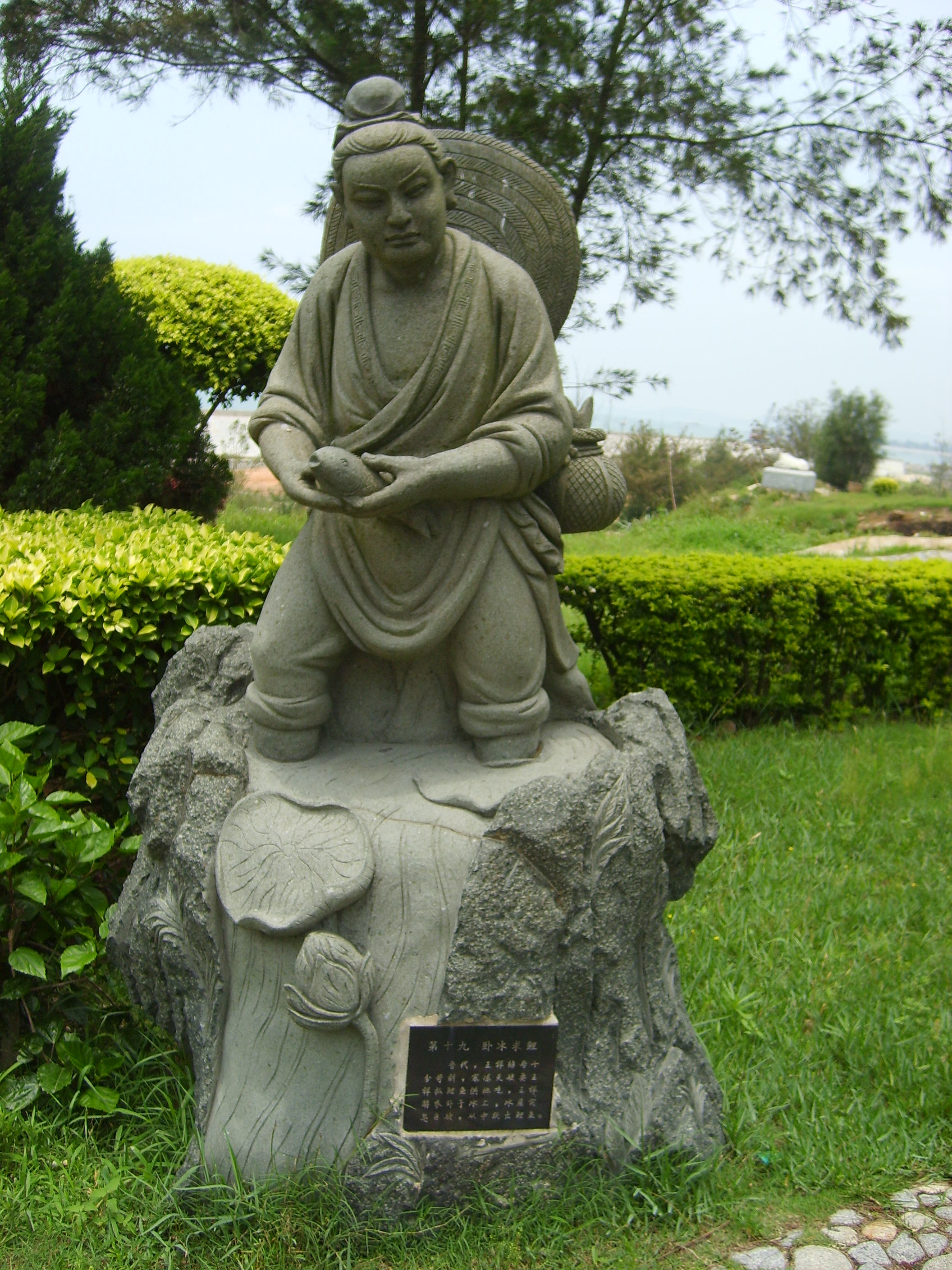
Nằm trên băng tìm cá chép là biểu tượng gắn liền với Vương Tường.

Vương Tường (chữ Hán: 王祥, 180 hoặc 184 – 268) là quan viên, tam công nhà Tào Ngụy thời Tam quốc, nhà Tây Tấn trong lịch sử Trung Quốc. Ông nhờ hiếu thảo mà nổi tiếng, là tấm gương Nằm trên băng tìm cá chép (ngọa băng cầu lý) trong Nhị thập tứ hiếu.

## Xuất thân
Tường tự Hưu Trưng, người huyện Lâm Nghi, quận Lang Da , là hậu duệ của Gián nghị đại phu Vương Cát nhà Tây Hán, sử cũ có truyện. Ông nội là Vương Nhân, được làm đến Thanh Châu thứ sử. Cha là Vương Dung, không muốn làm quan. 

## Sự nghiệp
Cuối đời Hán loạn lạc, Tường đem mẹ kế và em khác mẹ là Vương Lãm lánh nạn ở Lư Giang, ẩn cư hơn 30 năm, lấy cớ phải phụng dưỡng mẹ già, không nhận lời làm quan ở châu quận. Mẹ kế mất, Tường đã gần 60 tuổi, được Từ Châu thứ sử Lữ Kiền mời làm Biệt giá, vẫn cố từ chối. Lãm khuyên anh, còn sắp sẵn bò xe, nên Tường nhận lời, được Kiền gởi gắm chánh sự của châu. Bấy giờ cướp bóc đầy dẫy, Tường khích lệ binh sĩ, lần lượt đánh dẹp. Cả châu được yên, chánh sách và giáo hóa được thi hành. Người đương thời ca ngợi: “Ven biển được yên, thật nhờ Vương Tường. Nước nhà chẳng rỗng, công của Biệt giá.”   
Tường được Lữ Kiền cử làm tú tài, rồi được triều đình trừ làm Ôn huyện lệnh, dần được thăng đến Đại tư nông. Ngụy đế Tào Mao nối ngôi, Tường nhờ công sách lập, được phong Quan nội hầu, bái Quang lộc huân, chuyển làm Tư lệ hiệu úy. Tường theo quân đội đánh dẹp Vô Khâu Kiệm, được tăng ấp 400 hộ, thăng làm Thái thường, phong Vạn Tuế đình hầu. Tào Mao thăm Thái học, mệnh cho Tường làm Tam lão. Tường ngồi ghế chống gậy, quay mặt về phía nam, giữ thân phận của thầy. Tào Mao quay mặt về phía bắc để học tập, nghe thầy giảng dạy yếu lĩnh của việc chánh trị - giáo hóa của vua tôi thời đại các bậc minh vương, thánh đế; người nghe đều không cầm được nước mắt. 
Đến khi Tào Mao bị giết (260), triều đình cử ai, Tường gào khóc rằng: “Lão thần không giúp được gì!” nước mắt chảy dài, khiến mọi người đều xấu hổ. Ít lâu sau, Tường được bái làm Tư không, rồi chuyển làm Thái úy, gia làm Thị trung. Quyền thần Tư Mã Chiêu tái lập Ngũ đẳng tước chế, Tường được phong Tuy Lăng hầu, thực ấp 1600 hộ. 
Khi Tư Mã Viêm nối tước Tấn vương, Tường cùng Tuân Ỷ (con Tuân Úc) đi gặp. Ỷ khuyên Tường nên lạy Tấn vương, ông từ chối, lấy cớ rằng Viêm là tể tướng, mình là tam công, giai thứ ngang nhau, làm thế sẽ khiến uy vọng của cả triều đình bị tổn hại, đức hạnh của cá nhân Viêm chịu khiếm khuyết. Đến khi gặp, Ỷ bèn lạy, còn Tường chỉ vái dài, Viêm nói: “Hôm nay mới biết ông xem trọng tôi như vậy!” 
Cùng năm, Tư Mã Viêm lên ngôi, là Tấn Vũ đế, cho Tường được bái Thái bảo, tiến tước làm công, được bổ nhiệm thêm 7 quan viên giúp việc trong phủ. Đế mới ở ngôi, dốc lòng cầu lời thẳng thắn. Tường cùng bọn Hà Tằng, Trịnh Xung là bậc lão thành, hiếm khi vào chầu, đế sai thị trung Nhâm Khải đến tận nhà hỏi ý kiến, nhất là các vấn đề chánh trị - giáo hóa. Tường lấy cớ già nua mỏi mệt, nhiều lần xin rời chức, đế không đồng ý. Ngự sử trung thừa Hầu Sử Quang cho rằng Tường bệnh đã lâu, bỏ tham dự triều hội, xin miễn quan của ông; đế giáng chiếu từ chối. Tường cố xin nghỉ, đế giáng chiếu cho ông được ở phủ đệ tương xứng với thân phận Tuy Lăng công, địa vị ngang với tam công, ở trên tam tư, bổng lộc và ân thưởng như trước. Tường được ở lại kinh đô, nhưng không cần vào chầu; được ban ghế và gậy, triều đình có việc lớn sẽ đến tận nhà để hỏi han; được ban xe 4 ngựa, 1 khu nhà, trăm vạn tiền, 500 xúc lụa, giường màn chiếu đệm; được quyền bổ nhiệm 6 viên Xá nhân và được sở hữu 20 kỵ binh; cho con trai trưởng là Vương Triệu làm Cấp sự trung, để anh ta được ở lại kinh đô, nhằm thuận tiện cho hoàng đế thăm hỏi tin tức của ông. Ngoài ra đế biết Tường tính thanh liêm, vốn không có nhà cửa ở kinh đô, cho phép ông ở nhờ quan phủ, đợi đến khi phủ đệ của Tuy Lăng công xây dựng xong. 
Năm Thái Thủy thứ 4 (268), Tường bệnh nặng, di ngôn cho con cháu làm tang lễ đơn giản. Di ngôn của Tường được sử cũ chép lại, đời sau gọi là Huấn tử tôn di lệnh (训子孙遗令). Tường mất, hưởng thọ 85 tuổi. Triều đình giáng chiếu ban Đông viên bí khí, 1 bộ triều phục, 1 bộ áo, 30 vạn tiền, trăm xúc vải. Bấy giờ mẹ của đế là Văn Minh hoàng hậu Vương Nguyên Cơ mới mất vào tháng trước, đế bận rộn việc tang nên chậm giáng chiếu bày tỏ sự thương tiếc. Năm sau, Tường được đặt thụy là Nguyên.  
Vương Ẩn cho biết Tường hưởng thọ 89 tuổi. 

## Đánh giá
Tường mất, người đến viếng nếu không phải quan viên trong triều, cũng là thân nhân, bạn bè hoặc thuộc cấp cũ mà thôi, chẳng có người khách lạ nào tìm đến. Cháu họ (tộc tôn) Vương Nhung than rằng: “Thái bảo có thể nói là thanh (trong sạch) đạt (suốt lẽ) vậy.” lại khen: “Tường vào niên hiệu Chánh Thủy (thời Ngụy đế Tào Phương), không gia nhập trào lưu thanh đàm. Nhưng khi đàm luận, thì lý lẽ rõ ràng sâu xa, còn chẳng phải là đem đức hạnh bịt miệng người ta ru!” 
Phòng Huyền Linh nhận xét: “Hiếu là căn bản của đức, Vương Tường vì thế hơn người." 
Hồ Tam Tỉnh nhận xét: “Thời Chánh Thủy người giỏi thanh đàm là mấy kẻ Hà Bình Thúc (tức Hà Yến) vậy. Nhà Ngụy chuyển sang nhà Tấn, có ích gì cho đời! Vương Tường vì thế đáng chuộng, hiếu với mẹ kế và không lạy Tấn vương đấy, quân tử do vậy nói tín nhiệm người là trụ thạch mà kính phục người là lương đống vậy. Lý lẽ rõ ràng sâu xa, nói gì ru, đức gì ru?” 

## Gia đình
- Mẹ đẻ là Tiết thị, người quận Cao Bình. Mẹ kế là Chu thị, ngươi quận Lư Giang.
- Em trai khác mẹ là Vương Lãm, do Chu thị sanh ra. [Sử liệu khác 5]
- 5 con trai là Triệu, Hạ, Phức, Liệt, Phân. Triệu là con vợ lẽ, Hạ mất sớm, nên Phức được nối tước.
Đầu thời Hàm Ninh (275), Tấn Vũ đế cho rằng nhà Tường rất bần kiệm, ban 300 xúc lụa, bái Phức làm Thượng Lạc thái thú. Phức mất, được đặt thụy là Hiếu.
Con Phức là Căn, được làm đến Tán kỵ lang.
Triệu được làm đến Thủy Bình thái thú.
Con Triệu là Tuấn, được giữ chức Thái tử xá nhân, phong Vĩnh Thế hầu.
Con Tuấn là Hà, được làm đến Úc Lâm thái thú.
Liệt, Phân nổi tiếng từ bé, được Tường yêu mến, mất cùng lúc. Sắp chết, Liệt muốn được chôn ở quê nhà, Phân muốn ở lại kinh đô. Tường rơi nước mắt nói: “Không quên cố hương, là nhân đấy; không vướng gốc gác, là đạt vậy. Cả nhân và đạt, hai con ta đều có.” [Tấn thư 11]

## Tấm gương hiếu thảo
Tường rất hiếu thảo. Mẹ Tường mất sớm, mẹ kế Chu thị không hiền, nhiều lần nói gièm, khiến ông không được cha yêu mến. Kể cả bị sai đi quét dọn phân bò, Tường vẫn tỏ ra cung kính, cẩn thận. Cha mẹ có bệnh, Tường không cởi đai áo, tự tay nấu tất cả thuốc men. Mẹ kế từng muốn ăn cá tươi, gặp lúc trời lạnh đến đóng băng, Tường cởi áo, muốn tách băng (phẩu băng) để tìm cá, băng chợt tự nứt ra, có 2 con cá chép nhảy lên, ông liền đem về.   
Quách Cư Kính đời Nguyên kể rằng Tường cởi áo nằm trên băng (ngọa băng) để tìm cá. 
Mẹ kế thèm món chả sẻ vàng, Tường còn chưa biết làm sao, thì vài mươi con sẻ vàng bay vào nhà, Tường đem nấu cho bà ta ăn. Người ở quê nhà kinh ngạc thán phục, cho rằng trời cảm ứng với sự hiếu thảo của Tường mà làm ra như vậy.   Nhà có cây mận, mẹ kế lệnh cho Tường coi giữ. Mỗi khi mưa gió, Tường ôm cây mà khóc.  
Tường ngủ trên giường riêng, có lần mẹ kế lẻn đến chém ông. Gặp lúc Tường đi tiểu tiện, nên không bị chém. Tường trở về, biết mẹ kế hối tiếc không thôi, bèn quỳ xuống xin chết. Mẹ kế vì thế cảm động, yêu ông như con mình. 
Mẹ kế mất, Tường giữ tang đến tiều tụy, phải chống gậy mới đứng dậy được. 

## Hình tượng văn học
Tường là nhân vật nhỏ trong tiểu thuyết Tam quốc diễn nghĩa, xuất hiện ở hồi 116 – Đường Hán Trung, Chung Hội chia quân; Núi Định Quân, Võ Hầu hiển thánh (bản dịch của Phan Kế Bính): Nói về Chung Hội khi cất quân đi, các quan tiễn ra ngoài thành. Tinh kỳ rợp trời, gươm giáo sáng quắc, quân mã hùng tráng, oai phong lẫm liệt lắm; ai cũng nức nở khen ngợi, chỉ có tham quân là Lưu Thực tủm tỉm cười nhạt, không nói câu gì. Thái úy Vương Tường thấy Lưu Thục cười mát làm vậy, đến gần ngựa cầm tay Thực hỏi rằng: “Chung, Đặng hai người đi chuyến này thế nào?” Thực nói: “Chắc phá xong Thục, nhưng chỉ ngại không ai trở về được đến nhà.” Vương Tường hỏi cớ làm sao, Lưu Thục chỉ cười không nói.